# Čedit (eksploziv)
Čedit (francuski cheddite) je naziv za grupu nehomogenih hloratnih eksploziva koji su se razvijali i proizvodili u Francuskoj od kraja 19. veka, tačnije od 1897. godinee, a kasnije i u Velikoj Britaniji i Nemačkoj.  Naziv potiče od okruga Čede u opštini Pasi (departman Gornje Savoje), Francuska,  gde je čedit prvi put proizveden.  Chemist EAG Street je razvio prvi Čedit 1897.  Čedit je dobio veliki industrijski značaj kao rudarski eksploziv, ali se danas više ne koristi u tu svrhu. Plastični eksplozivni želatin čedit se koristi u vojne svrhe od sredine 20. veka. 
Usko povezani sa Sprengel eksplozivima, čediti su se sastojali od visokog udela neorganskih hlorata pomešanih sa nitroaromatima (npr. nitrobenzolom ili dinitrotoluenom) plus malo parafina ili ricinusovog ulja kao ublaživača za hlorat. Proizvedeno je nekoliko različitih tipova koji su se uglavnom koristili u vađenju kamena. Zbog dostupnosti sastojaka i jednostavnog procesa proizvodnje bio je i najčešći eksplozivni materijal koji je tajno proizvodila poljska država u okupiranoj Poljskoj tokom Drugog svetskog rata (proizvedeno oko 70 tona); korišćen je za proizvodnju R vz. 42 i Filipinske ručne bombe.
Od 1970-ih, Čedit je komercijalni naziv za prajmere serije CKS (CKS 50, CKS 1000 i CKS 2000) za patrone za sačmarice.

## Istorija
Ovi eksplozivi su dobili ime po činjenici da su prvi put napravljeni početkom 20. veka  u selu Čede (komuna Pasi) u Gornjoj Savoji, Francuska. Po gradu Čedi je posle i nazvan ovaj eksploziv.

## Sastav
Čediti su po sastavu slični Sprengelovim hloratnim eksplozivima, a sastoje se od velikog udela neorganskih soli (hlorata), pomešanih sa nitroaromatičnim jedinjenjima (na primer, nitrobenzolom ili dinitrotoluenom ), i stabilizovanih sa malo parafina ili uljanog ricinusovog ulja koje služi kao moderator za hlorat (koji inače mogu spontano eksplodirati u prisustvu toplote ili usled trenja). Ugrađivanjem hlorata u različita veziva kao što su ulja, smole ili želatin, postiže se relativno visok nivo neosetljivosti na udarce.  Nedostatak je higroskopnost jeftinog natrijum hlorata koji se često koristi,  što se može izbeći korišćenjem skupljeg kalijum hlorata.
Postoje različite vrste čedita, od kojih svaki ima zajednički hlorat i uljno ili smolasto vezivo koje oblaže hlorat i na taj način smanjuje njegovu osetljivost na udar. Većina tipova takođe sadrži jedno ili više nitro jedinjenja, koja su oksidovana hloratom tokom eksplozije i ponekad i sama imaju eksplozivna svojstva.

## Proizvodnja
U zavisnosti od vrste, nitro jedinjenje se prvo rastvara u ulju ili smoli na 40—80 °C (104—176 °F), a zatim se uz mešanje dodaje zagrejani hlorat. U nekim slučajevima, druge komponente se dodaju u malim količinama, kao što su ugljenični prah, sumpor ili etanol, kako bi se poboljšala homogenost ili eksplozivna svojstva. Dobijena masa se mehanički meša ili gnječi i drobi. 

## Svojstva
Zbog visokog sadržaja hlorata, čediti su osetljivi na trenje, udarce i vatru, ali u mnogo manjoj meri od mešavina hlorata sa sumporom ili drvenim ugljem. U testu pada čekića sa čekićem od pet kilograma, Tip 60, koji podseća na dinamit, detonirao je sa 50% verovatnoćom pada sa visine od 0,253 m. Tip 41 je, s druge strane, detonirao (sa verovatnoćom od 50%) samo na visini pada od 0,352 m. Eksploziv je mogao da se čuva nekoliko godina.
Čedit je korišćen u velikim razmerama kao eksploziv u rudarstvu, izgradnji puteva i tunela. Tip 60 je korišćen za miniranje u veoma tvrdih stena; Tip 41 se uglavnom koristio za cepanje kamenja bez potpunog razbijanja. Želatin Čedit se proizvodi u Švajcarskoj kao vojni plastični eksploziv. 
Čediti se aktiviraju pomoću detonatora sa oko 0,5 do 1,5 grama živinog fulminata.

## Upotreba
Proizvedene su različite vrste čedita. Uglavnom su korišćeni u vađenju kamena.
Njegovu upotrebu su potvrdile francuske trupe tokom Prvog svetskog rata.

## Incindenti sa eksplozivom Čeditom
U junu 1918, nakon greške, voz napunjen municijom udario je u drugi voz zaustavljen na stanici, vagon natovaren čeditom je eksplodirao, izazvavši udarni talas i požar koji je uništio nekoliko kuća i koštao života oko dvadeset ljudi, uključujući nekoliko stanovnika Avize u Marni.